# Hernández Park
Hernández Park er den vigtigste park i den autonome spanske by Melilla og ligger i kvarteret Ensanche Modernista på Plaza de España. 

## Historie
Parkens oprindelse går tilbage til 1872, hvor den gamle Río de Oro-flodleje blev fyldt med jord udvundet for at skabe den nye flodleje. I 1900 besluttede den daværende generalkommandant for pladsen, Venancio Hernández Fernández, at omdanne den omfattende slette, der blev brugt som træningslejr for tropper og en offentlig losseplads, til en skovpark. Til dette projekt opnåede han samarbejdet med Junta de Arbitrios, som finansierede arbejdet gennem en fritidsfond. 
I 1902 blev parken bygget med en trapezform efter design af ingeniøren Vicente García del Campo, baseret på et design fra det foregående år. Parken blev indviet den 18. maj samme år. Urbaniseringen begyndte i 1906, men en oversvømmelse ødelagde parken. I 1907 blev et lille tempel bygget i midten af parken, og mindesmærket "Farola" til ære for general Hernández blev installeret, finansieret af et populært abonnement promoveret af avisen El Telegrama del Rif . I 1914 blev hoveddøren bygget, med en tvetydighed kaldet "Café Alhambra", mellem 1911 og 1918. I 1915 blev der bygget en højvandsforekomst, som gjorde det muligt at omdanne parken til en rigtig have, og i 1918 stod parkindhegningen færdig. 
Mellem 1927 og 1930 blev pergolaerne bygget, kioskerne blev elimineret, og alléerne blev brolagt. Endvidere blev der opstillet en samling af arkæologiske fund i kælderen i det lille tempel. I begyndelsen af 1930'erne forsvandt rotunden for enden af parken, og den arkæologiske samling blev flyttet til omgivelserne ved Marinaporten, mens et populært bibliotek blev installeret i kælderen i det lille tempel. I 1945 blev templet revet ned, og der blev installeret en lysende springvand, som dog blev revet ned mellem 1951 og 1952. I 1966 blev parkens metalhegn restaureret og repareret, mens den centrale allé blev renoveret i 1987 med tilføjelse af et springvand i midten af parken. Fra slutningen af 1970'erne begyndte parken dog at lide en lang tilbagegang. 
I april 2007, under den XXXIV kongres for parker og haver, modtog Hernández Park sammen med haverne på Plaza of Spain titlen "Historisk have". 

## Beskrivelse
Parken er udstyret med en hovedport bestående af tre porte, med smedejernsporte, den centrale port er flankeret af to prismer med Melillas våbenskjold, kronet med en krone. På tårnet er der en statue af Guzmán el Bueno, der holder en dolk.